# Municipio Frontera Comalapa
Koordinaten: 15° 39′ N, 92° 9′ W
Frontera Comalapa ist ein Municipio im mexikanischen Bundesstaat Chiapas. Das Municipio hat knapp 67.000 Einwohner und eine Fläche von 767,1 km². Verwaltungssitz und größter Ort des Municipios ist das gleichnamige Frontera Comalapa.

## Geographie
Das Municipio Frontera Comalapa liegt im südlichen Teil des mexikanischen Bundesstaats Chiapas auf Höhen zwischen 400 m und 1700 m. Es zählt zu 82 Prozent zur physiographischen Provinz der Sierra Madre de Chiapas und zu 18 % zur Cordillera Centroamericana und liegt vollständig in der hydrologischen Region Grijalva-Usumacinta. Die Geologie des Municipios wird zu 66 % von Kalkstein bestimmt bei 20 % Alluvionen; vorherrschende Bodentypen sind der Phaeozem (36 %), Leptosol (34 %) und Vertisol (18 %). Etwa 41 % der Gemeindefläche werden von Weideland eingenommen, 31 % dienen dem Ackerbau, 27 % sind bewaldet.
Das Municipio Frontera Comalapa grenzt an die Municipios La Trinitaria, Socoltenango, Chicomuselo, Bella Vista und Amatenango de la Frontera sowie an die Republik Guatemala.

## Bevölkerung
Beim Zensus 2010 wurden im Municipio 67.012 Menschen in 15.430 Wohneinheiten gezählt. Davon wurden 990 Personen als Sprecher einer indigenen Sprache registriert, darunter 455 Sprecher des Mam und 266 Sprecher des Kanjobal. Über 13 Prozent der Bevölkerung waren Analphabeten. 22.482 Einwohner wurden als Erwerbspersonen registriert, wovon 83 % Männer bzw. 2,5 % arbeitslos waren. 33 % der Bevölkerung lebten in extremer Armut.

## Orte
Das Municipio Frontera Comalapa umfasst 222 bewohnte localidades, von denen der Hauptort sowie Paso Hondo vom INEGI als urban klassifiziert sind. 16 Orte wiesen beim Zensus 2010 eine Einwohnerzahl von über 1000 auf, 150 Orte hatten weniger als 100 Einwohner. Die größten Orte sind:
| Ort                                     | Einwohner |
| Frontera Comalapa                       | 18.704    |
| Paso Hondo                              | 03.654    |
| Ciudad Cuauhtémoc                       | 02.325    |
| Verapaz                                 | 02.237    |
| Doctor Rodulfo Figueroa (Tierra Blanca) | 02.218    |
| Nueva Independencia (Lajerío)           | 02.001    |
| Sabinalito                              | 01.808    |
| Joaquín Miguel Gutiérrez (Quespala)     | 01.701    |
| San Caralampio                          | 01.604    |
| Agua Zarca                              | 01.495    |
| Nueva Libertad                          | 01.329    |
| El Triunfo de las Tres Maravillas       | 01.300    |
| Monte Redondo                           | 01.183    |
| Guadalupe Grijalva                      | 01.034    |
| Sinaloa                                 | 01.020    |
| El Portal                               | 01.002    |